# Campionato Paulista 2025
Il Campionato Paulista 2025 (Paulistão Sicredi 2025 per ragioni di sponsor) è stata la 124ª edizione della massima serie calcistica dello stato di San Paolo, organizzata dalla Federaçao Paulista de Futebol. Al campionato hanno partecipano 16 squadre in un torneo che è iniziato il 15 gennaio 2025 e si è concluso il 27 marzo successivo.

## Stagione

### Novità
Al termine della scorsa edizione, sono retrocesse in Segunda Divisão Ituano e Santo André. Dalla Segunda Divisão 2024 sono salite Velo Clube e Noroeste.

### Formato
Il torneo si svolge in due fasi. Nella prima fase, le sedici squadre sono suddivise in quattro gironi da quattro squadre ciascuno.  Le prime due classificate di tali gironi, accedono alla seconda fase a eliminazione diretta, che decreterà la vincitrice del campionato.
Le due squadre col minor numero di punti della prima fase, retrocedono in Segunda Divisão.

## Risultati

### Prima fase

#### Gruppo A
|  | Pos. | Squadra          | Pt | G  | V | N | P | GF | GS | DR  |
|  | ---- | ---------------- | -- | -- | - | - | - | -- | -- | --- |
|  | 1.   | Corinthians      | 27 | 12 | 8 | 3 | 1 | 20 | 13 | +7  |
|  | 2.   | Mirassol         | 16 | 12 | 5 | 1 | 6 | 21 | 21 | 0   |
|  | 3.   | Botafogo-SP      | 11 | 12 | 2 | 5 | 5 | 8  | 13 | -5  |
|  | 4.   | Inter de Limeira | 7  | 12 | 0 | 7 | 5 | 9  | 19 | -10 |

Legenda:
      Ammessa alla seconda fase.
      Retrocessa in Segunda Divisão 2026
Note:
Tre punti a vittoria, uno a pareggio, zero a sconfitta.

#### Gruppo B
|  | Pos. | Squadra       | Pt | G  | V | N | P | GF | GS | DR |
|  | ---- | ------------- | -- | -- | - | - | - | -- | -- | -- |
|  | 1.   | Santos        | 18 | 12 | 5 | 3 | 4 | 20 | 14 | +6 |
|  | 2.   | RB Bragantino | 17 | 12 | 5 | 2 | 5 | 14 | 13 | +1 |
|  | 3.   | Guarani       | 13 | 12 | 3 | 4 | 5 | 14 | 14 | 0  |
|  | 4.   | Portuguesa    | 13 | 12 | 2 | 7 | 3 | 15 | 16 | -1 |

Legenda:
      Ammessa alla seconda fase.
Note:
Tre punti a vittoria, uno a pareggio, zero a sconfitta.

#### Gruppo C
|  | Pos. | Squadra              | Pt | G  | V | N | P | GF | GS | DR  |
|  | ---- | -------------------- | -- | -- | - | - | - | -- | -- | --- |
|  | 1.   | San Paolo            | 19 | 12 | 5 | 4 | 3 | 18 | 13 | +5  |
|  | 2.   | Grêmio Novorizontino | 18 | 12 | 4 | 6 | 2 | 13 | 11 | +2  |
|  | 3.   | Noroeste             | 8  | 12 | 1 | 5 | 6 | 12 | 19 | -7  |
|  | 4.   | Água Santa           | 7  | 12 | 1 | 4 | 7 | 10 | 23 | -13 |

Legenda:
      Ammessa alla seconda fase.
      Retrocessa in Segunda Divisão 2026
Note:
Tre punti a vittoria, uno a pareggio, zero a sconfitta.

#### Gruppo D
|  | Pos. | Squadra      | Pt | G  | V | N | P | GF | GS | DR  |
|  | ---- | ------------ | -- | -- | - | - | - | -- | -- | --- |
|  | 1.   | São Bernardo | 23 | 12 | 7 | 2 | 3 | 19 | 16 | +3  |
|  | 2.   | Palmeiras    | 23 | 12 | 6 | 5 | 1 | 21 | 10 | +11 |
|  | 3.   | Ponte Preta  | 22 | 12 | 6 | 4 | 2 | 12 | 8  | +4  |
|  | 4.   | Velo Clube   | 13 | 12 | 3 | 4 | 5 | 13 | 16 | -3  |

Legenda:
      Ammessa alla seconda fase.
Note:
Tre punti a vittoria, uno a pareggio, zero a sconfitta.

### Seconda fase
|  | Quarti di finale | Quarti di finale     | Quarti di finale |  |  | Semifinali  | Semifinali  | Semifinali  |             |   | Finale    | Finale    | Finale | Finale | Finale |  |
|  |                  |                      |                  |  |  |             |             |             |             |   |           |           |        |        |        |  |
|  | 1D               | São Bernardo         | 0                |  |  |             |             |             |             |   |           |           |        |        |        |  |
|  | 2D               | Palmeiras            | 3                |  |  | Palmeiras   | Palmeiras   | 1           |             |   |           |           |        |        |        |  |
|  | 1C               | San Paolo            | 1                |  |  | San Paolo   | San Paolo   | 0           |             |   |           |           |        |        |        |  |
|  | 2C               | Grêmio Novorizontino | 0                |  |  |             |             |             |             |   | Palmeiras | Palmeiras | 0      | 0      | 0      |  |
|  | 1A               | Corinthians          | 2                |  |  |             |             | Corinthians | Corinthians | 1 | 0         | 1         |        |        |        |  |
|  | 2A               | Mirassol             | 0                |  |  | Corinthians | Corinthians | 2           |             |   |           |           |        |        |        |  |
|  | 1B               | Santos               | 2                |  |  | Santos      | Santos      | 1           |             |   |           |           |        |        |        |  |
|  | 2B               | RB Bragantino        | 0                |  |  |             |             |             |             |   |           |           |        |        |        |  |